# 拉特蘭鎮區 (堪薩斯州蒙哥馬利縣)
拉特蘭鎮區（英語：Rutland Township）是位於美國堪薩斯州蒙哥馬利縣的一個行政鎮區。

## 地方資料
拉特蘭鎮區的面積為186.45平方千米，當中陸地面積為184.51平方千米，而水域面積為1.93平方千米。根據2010年美國人口普查的數據，當地共有人口282人，而人口密度為每平方千米1.51人。

## 外部連結
- US-Counties.com
- City-Data.com （页面存档备份，存于）